# Jüdischer Friedhof (Flamersheim)

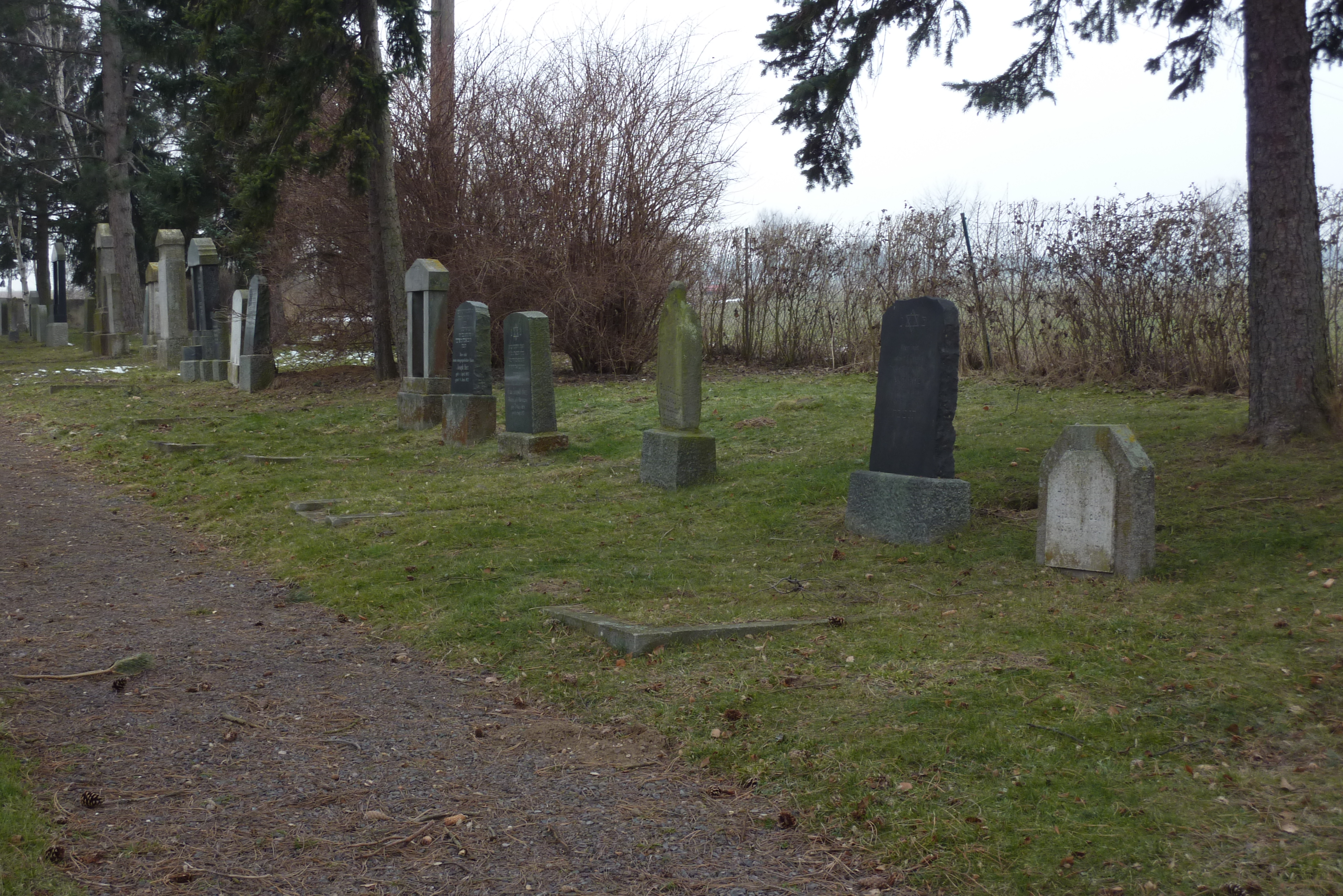
Jüdischer Friedhof Flamersheim

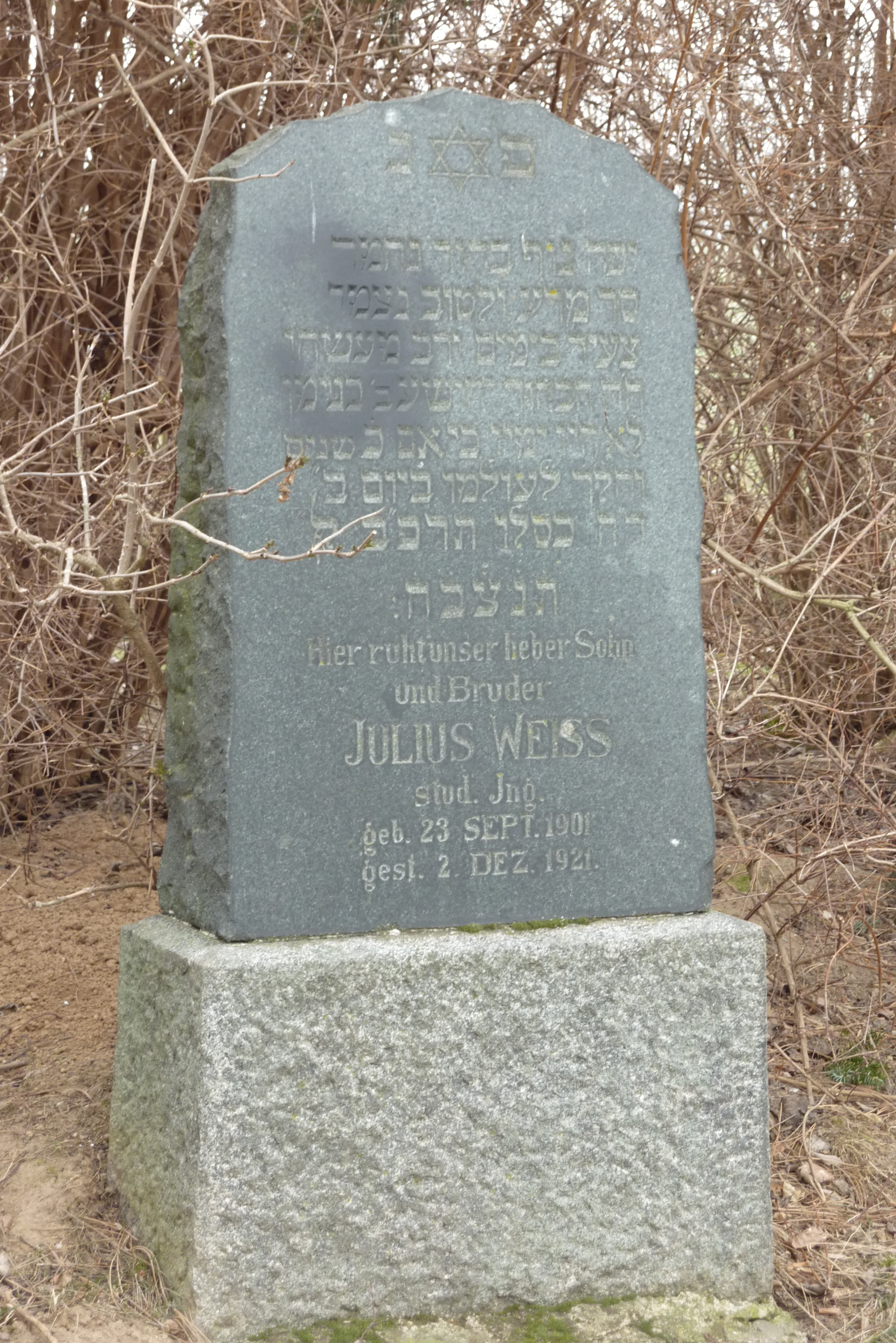
Grabstein auf dem jüdischen Friedhof Flamersheim

Der Jüdische Friedhof Flamersheim ist ein jüdischer Friedhof in Flamersheim, einem Stadtteil von Euskirchen in Nordrhein-Westfalen. Er liegt westlich der Ortschaft, im Driefeldchen, an einem Parallelweg zur Straße zwischen Flamersheim und Kirchheim zwischen Feldern. Der jüdische Friedhof Kirchheim liegt etwa 200 Meter südlich entfernt. Der Friedhof steht seit 1988 auf der Denkmalliste der Stadt Euskirchen.

## Geschichte
Die jüdische Gemeinde Flamersheim war von 1852/70 bis 1919 Hauptort der gleichnamigen Spezialsynagogengemeinde in der Kreissynagogengemeinde Rheinbach. Zu ihr gehörten alle Juden in der Bürgermeisterei Kuchenheim (Kuchenheim, Büllesheim, Schweinheim, Kirchheim, Stotzheim, Niederkastenholz). Die Größe der Gemeinde belief sich 1808 auf 22 Mitglieder, 1885 auf 66, 1911 auf 95 und 1933 auf noch 63 Personen. Im 18. Jahrhundert bestand ein Betraum, 1879 wurde eine neue Synagoge eingeweiht, deren Inneneinrichtung 1938 zerstört wurde, bevor das Gebäude 1939 abgerissen wurde.
Der jüdische Friedhof in Flamersheim wurde vor 1790 angelegt und in der Mitte des 19. Jahrhunderts erweitert. Er ist 900 m² groß. Die letzte Bestattung fand 1939 statt (Rosalie Daniel geborene Berlin). Heute sind noch etwa 30 Grabsteine (Mazewot) vorhanden.
Auf dem Friedhof wurden anfänglich auch die Toten der jüdischen Familien von Kirchheim und Niederkastenholz bestattet. Während der Zeit des Nationalsozialismus wurde der Begräbnisplatz verwüstet.